# ポンヤウンペ
ポンヤウンペは、アイヌ民族のユーカラにおいて語られる人間の英雄。表記は、ポイヤウンペ、ポンヤンペとも記される。区切りとしては、「ポイ･ヤ･ウン･ペ」であり、意味は、「小さい･本土の者」。このポンヤウンペという名称自体、敵側からつけられたあだ名であり、実名は不明である。人間として登場するが、飛行したり、分身するなど、数々の超人的な能力をもっており、常人とは異なる。クトネシリカと言う名の刀を用いたとされる。口承者により内容は異なる（以下は要約･省略した内容の一部）。

## ユーカラ1
ポンヤウンペを育てた存在は姿を現さないため、何者かは語られないが、この謎の人物に何不自由なく育てられたとされる。少年の頃から弓の達人であり、蚊を狙えば、7、8匹を一気に重ね潰し、家の柱などに当てたとされる。
その後の語りでは、今まで見たことのない「神の鎧兜」を身にまとう。その時の語りでは、初め、中身のない人間と表現される。アイヌ民族には甲冑師の存在がないためか、鎧兜は神の国（カムイモシリ）から貸し与えられたものと認識されている。ポンヤウンペが身につけた鎧兜は、「金の小袖、黒の縅（おどし）、白の縅、赤の縅（中略）、美しい鎧兜」と表現されている。鎧兜と宝刀を身につけたポンヤウンペは、神意のおもむくまま、生まれ育ったコタンを旅立つ。
この鎧兜を着用していると、多くの女性から夫が帰って来たと誤解された（錯覚させた）という。最終的には（後述の悪党6人を倒した後）、役目を終えた鎧兜は、雷鳴と共に神の国である天上へと消え去った。
他のアイヌを侵略しようとする悪党6人と6対1の戦いをする。この悪党も数々の妖術を駆使した。この時、ポンヤウンペは、妖術を避けるため、分身の術で2、3人になった。そして、最後は宝刀（アイヌ刀も参照）で一度に6人の首を切り落とした。
物語の途中、謎の怪力女（空も飛ぶため、やはり常人ではない）が味方をし、ポンヤウンペの代わりに、悪人に操られた怪力女（その美貌から結婚を何人もの男から迫られ、火口へ落としている）と火山火口の上で相撲をするも、ポンヤウンペが悪党との闘いに決着をつけ、駆けつけた時には、すでに遅く、敗れて、火口に落ち、死んでしまった。操られていた女性は悪党の妹であり、ポンヤウンペはカムイのお告げから自分の妻となる存在であると確信していたため、抱き寄せた。

## ユーカラ2
全8戦記の序章の内容として、トミサンベツのシヌタプカ（現在の黄金山か摺鉢山とも）に大きな城（チャシ）があり、育ての兄と姉がいて、育った環境が語られる（父は樺太方面に交易に出かけたおり、亡くなったとされる）。この点において、ユーカラ1の「謎の人物」に育てられた内容とは異なる。
ある日、興味深い噂（こがねのラッコにまつわる話で、イシカリ彦が退治した者には、自分の妹と宝をやるとした）を聞いたポンヤウンペは育ての姉に怒られながらも、護刀である「クツネシリカ」を携えて石狩の川尻へと向かう。そこで若き東方の人･ポンチュプカ彦や礼文島の人･レブンシチ彦、小島の人･ポンモシリ彦などがこがねのラッコに挑むもやられてしまう光景を見る。ポンヤウンペの番となり、一時、苦しめられ、負けそうになるが、退治することに成功する。ラッコの首をつかみ、天空へと去り、真っ直ぐにシヌタプカの城へと疾走してくる。
しかし、このことが原因となって、大戦となり、その度、クツネシリカの鞘や鍔、柄に彫りこまれた夏狐の化身や雷神の雄神･雌神、狼神などが憑き神となって、危急の度、ポンヤウンペを守り、敵を刺し殺していった。
ポンヤウンペに味方した側は、「ヤ･ウン･クル（丘の人）」と総称され、敵側の総称は、「レプン･クル（沖の人）」といわれた。
各敵と戦った際、刀の他、棍棒打ち（制裁棒）での一騎討ちも行われており、敵味方共に女性呪術者が登場する。敵の呪術者は戦の結末を予見し、ポンヤウンペに心を寄せ、寝返り、ポンヤウンペが敵を倒すと彼と共に帰郷している（敵の親族女性が最終的にポンヤウンペと共になる点はユーカラ1と同じ）。

## その他
- 決して倫理的人格者という訳ではなく、『蘆丸の曲』では、家伝宝刀を悪人に盗まれたため、取り返すために兄貴分に当たる人物から刀をこっそり取って出て行き、後日、兄貴分が自分の刀はどこへ行ったと聞いて、逆上したポンヤウンペは、兄貴分とその妹、育ての兄姉を皆殺しにして箱に詰めたとされる。が、その後、何事もなかったように皆生き返っている（金田一京助訳 『アイヌ叙事詩ユーカラ集 八』 三省堂 1968年）。ポンヤウンペによる力なのか、登場人物の力によるものかは不明。